# Beautiful Eyes
Beautiful Eyes là đĩa mở rộng thứ hai của ca sĩ nhạc đồng quê người Mỹ Taylor Swift. Đĩa EP này được Big Machine Records phát hành vào ngày 15 tháng 7 năm 2008.

## Danh sách track

### Bản chuẩn
| CD               | CD                                          | CD                                           | CD         |
| STT              | Nhan đề                                     | Sáng tác                                     | Thời lượng |
| ---------------- | ------------------------------------------- | -------------------------------------------- | ---------- |
| 1.               | "Beautiful Eyes"                            | Taylor Swift                                 | 2:59       |
| 2.               | "Should've Said No" (Alternate Version)     | Swift                                        | 3:45       |
| 3.               | "Teardrops on My Guitar" (Acoustic Version) | Swift, Liz Rose                              | 2:56       |
| 4.               | "Picture to Burn" (Radio Edit)              | Swift, Rose                                  | 2:55       |
| 5.               | "I'm Only Me when I'm with You"             | Swift, Robert Ellis Orrall, Angelo Petraglia | 3:33       |
| 6.               | "I Heart ?"                                 | Swift                                        | 3:17       |
| Tổng thời lượng: | Tổng thời lượng:                            | Tổng thời lượng:                             | 19:25      |

| DVD              | DVD                                                        | DVD        |
| STT              | Nhan đề                                                    | Thời lượng |
| ---------------- | ---------------------------------------------------------- | ---------- |
| 1.               | "Beautiful Eyes"                                           | 2:57       |
| 2.               | "Picture to Burn"                                          | 3:32       |
| 3.               | "I'm Only Me When I'm with You"                            | 3:39       |
| 4.               | "Tim McGraw"                                               | 3:52       |
| 5.               | "Teardrops on My Guitar" (Pop Radio Mix)                   | 3:38       |
| 6.               | "The Making of 'Picture to Burn' Music Video"              | 22:06      |
| 7.               | "Great American Country New Artist Interview"              | 14:45      |
| 8.               | "Should've Said No" (Live at the Academy of Country Music) | 4:33       |
| Tổng thời lượng: | Tổng thời lượng:                                           | 59:02      |

## Bảng xếp hạng
| Bảng xếp hạng (2008)    | Vị trí cao nhất |
| ----------------------- | --------------- |
| U.S. Billboard 200      | 9               |
| U.S. Top Country Albums | 1               |

### Bảng xếp hạng cuối năm
| Bảng xếp hạng (2008) | Vị trí |
| -------------------- | ------ |
| U.S. Billboard 200   | 192    |